# Templo de San Hipólito

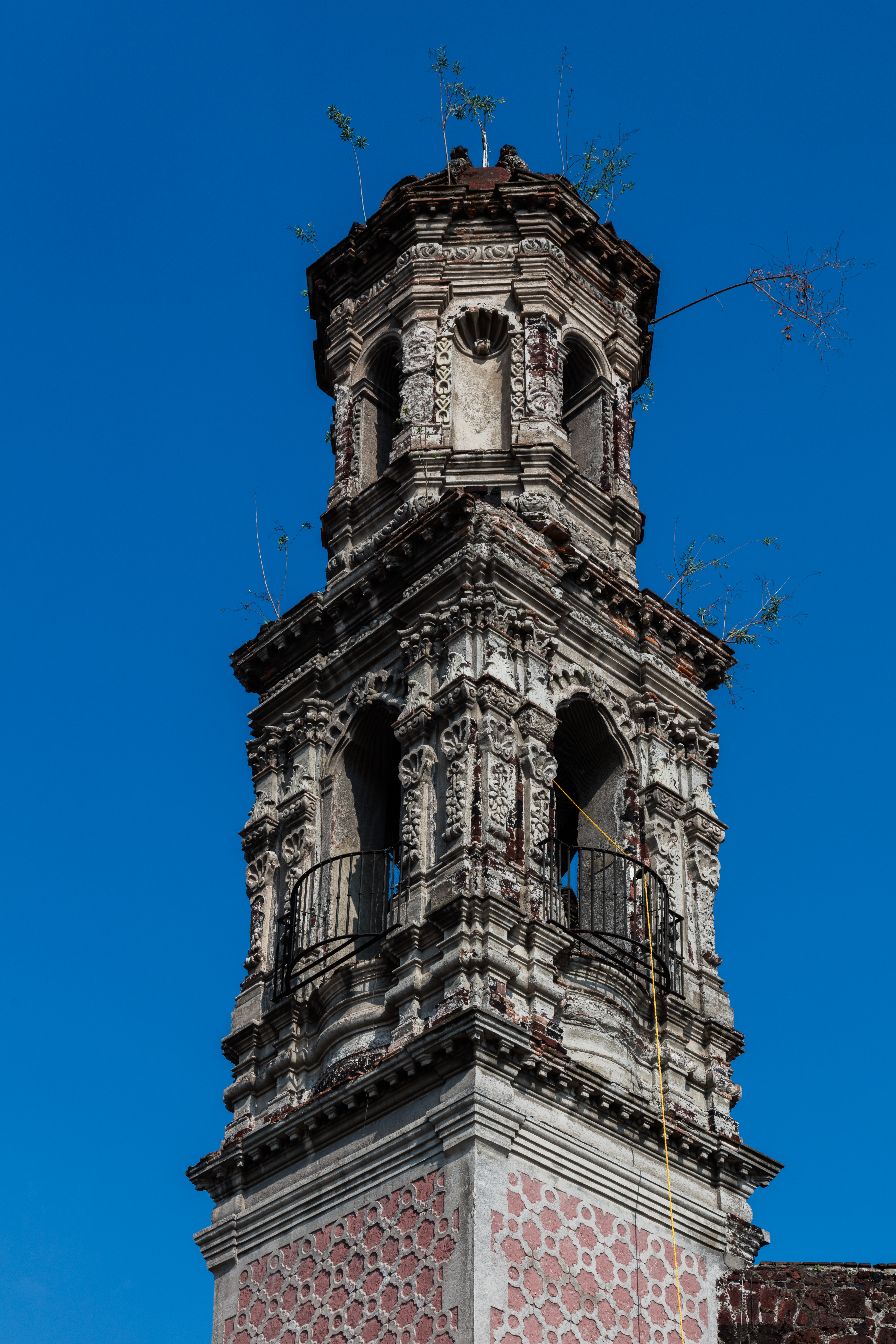
Campanario del templo.

El templo de San Hipólito y Casiano también conocido como de San Judas Tadeo es una iglesia de la ciudad de México, localizada en el cruce del paseo de la Reforma y la avenida Hidalgo. Se ha convertido en un centro de peregrinación para los católicos. 
El 28 de octubre cientos de personas asisten al templo para celebrar al Santo Apóstol

## Arquitectura

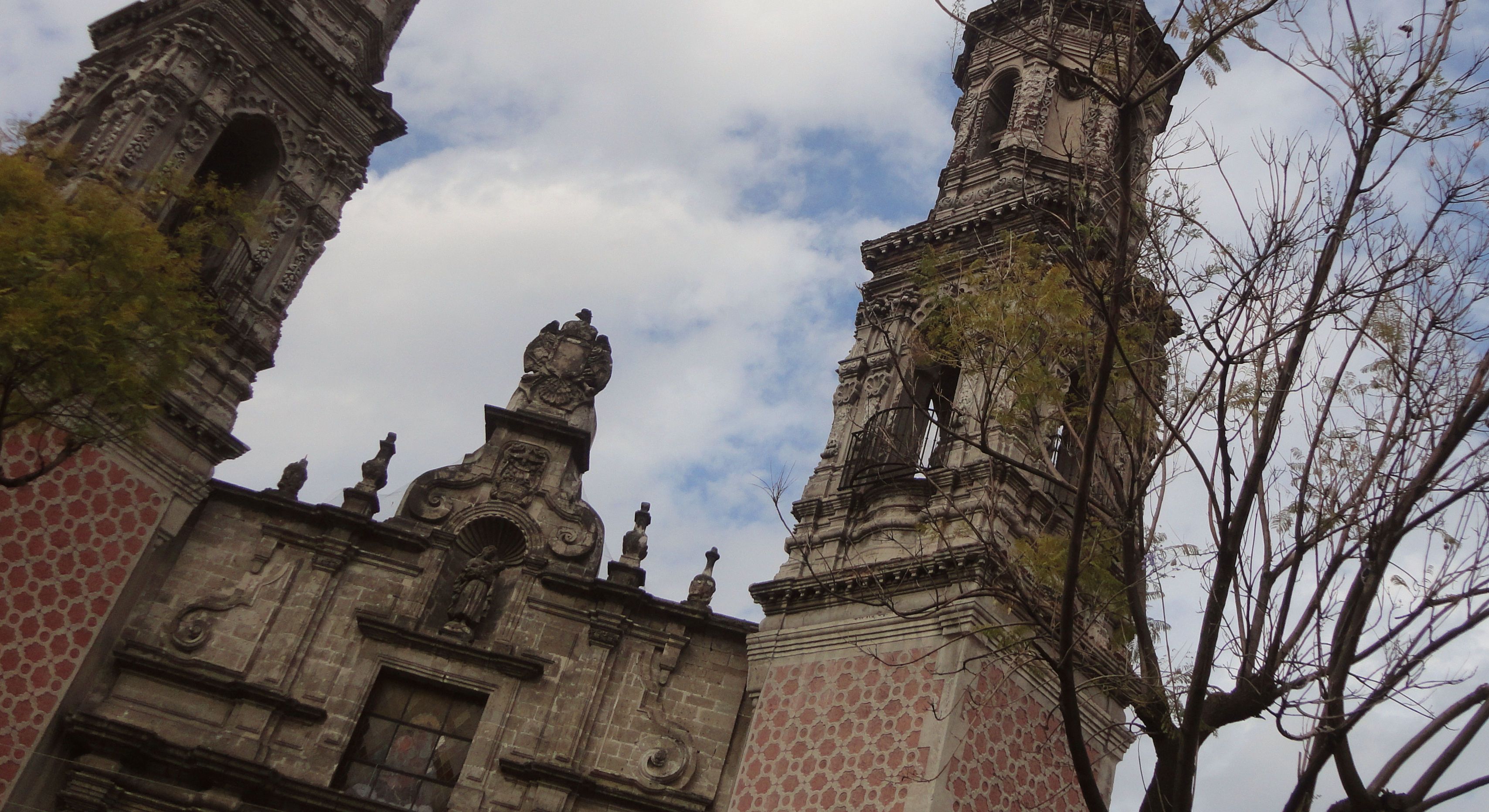
Torres.

### Fachada
La fachada presenta un estilo clasicista, compuesta de tres cuerpos. El primero es el acceso principal, con un arco de medio punto con frondas resaltadas, un par de nichos y columnas toscanas de tres cuartos. En el segundo cuerpo se encuentra san Hipólito, en el centro, labrado en cantería y a su lado dos imágenes de bulto, que representan a san Antonio Abad y san Antonio de Padua. En el tercer cuerpo se localiza la Virgen María en un vitral elaborado en el siglo pasado.

### Torres
El templo tiene dos torres que muestran en sus paramentos unas ajaracas, separando con una cornisa la base del campanario. Las torres fueron construidas giradas 45 grados respecto al alineamiento del resto del templo. 

### Templo
Se compone de una planta de una sola nave con brazos a manera de cruz latina, orientada sur a norte y cubierta por dos bóvedas de casquete esférico. El testero mira hacia el norte y muestra un retablo reformado y sin estilo definido. El fino tambor, domo y linternilla bien delineados de la cúpula de base octagonal proveen de gran belleza al templo. 
Los muros y las bóvedas son de piedra de tezontle, cal y canto y en la forma opus incertum.

### Leyenda del labrador

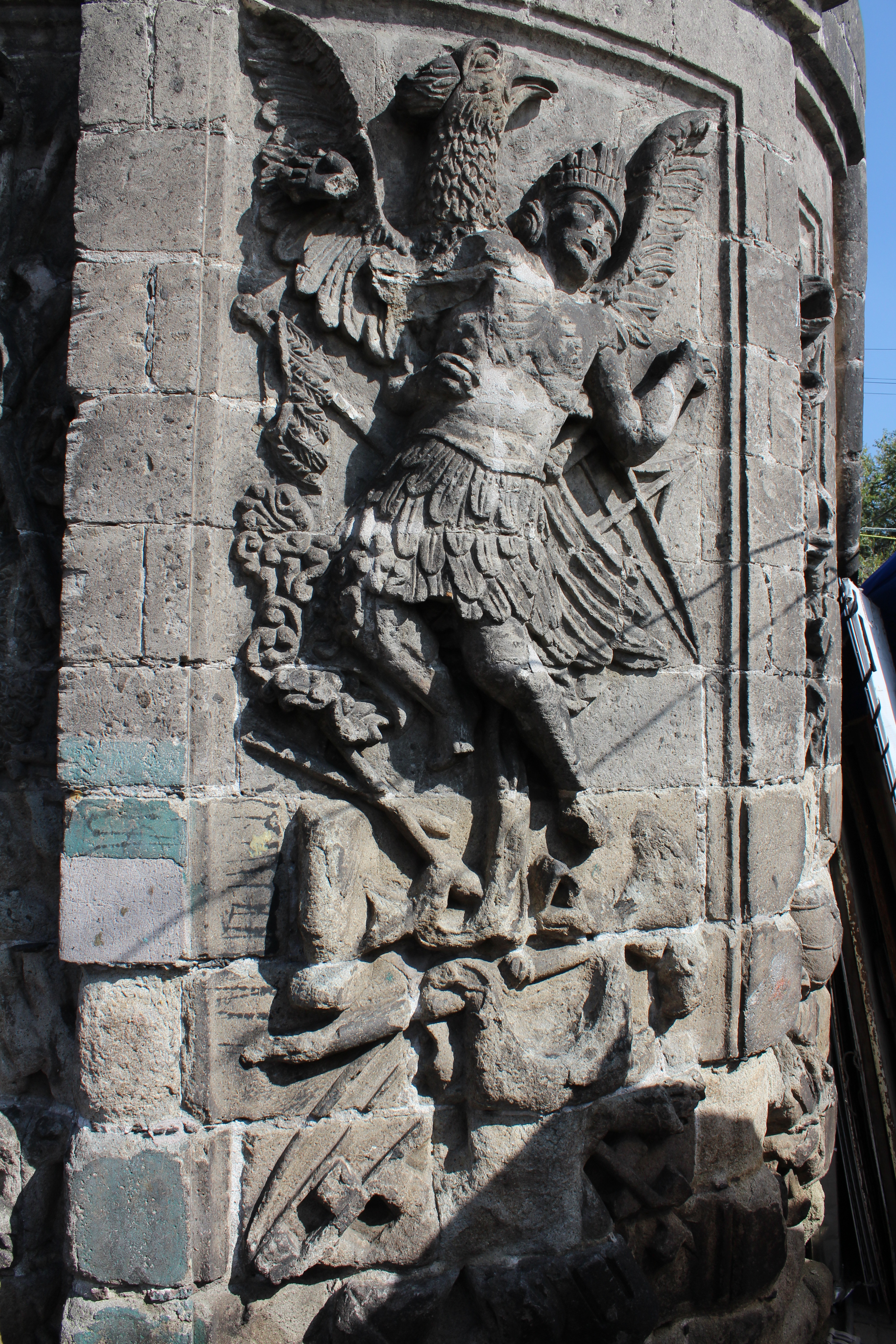
Monumento a los españoles caídos en 1520 en Tlaltecayohuacan

En el atrio de la capilla de San Hipólito se encuentra un monumento esculpido por el arquitecto José Damián Ortiz de Castro que consiste de un águila levantando a un indio entre sus garras y debajo una inscripción que lee:

Tal fue la mortandad que en este lugar hicieron los aztecas a los españoles la noche del día 1 de julio de 1520 llamado por esto noche triste que después de haber entrado triunfantes a esta ciudad los conquistadores al año siguiente resolvieron edificar aquí una ermita que llamaron de los mártires y la dedicaron a san Hipólito por haber ocurrido la toma de la ciudad el día 13 de agosto en que se celebra este santo.
Aquella capilla quedó a cargo del ayuntamiento de México quien acordó hacer en lugar de ella una iglesia mejor, que la que hoy existe y fue comenzada en 1599.

Tal monumento evoca la leyenda del labrador. La leyenda relata la historia de un labrador que es hecho presa de un águila y llevado a una cueva oscura, donde le fue ordenado quemarle el muslo al emperador Moctezuma para demostrarle cómo su soberbia le había quitado toda sensibilidad. Asimismo, después de haber regresado al labrador a su milpa, le comandó que regresara a la cueva al día siguiente y le comentara a Moctezuma lo que había hecho y, como prueba, le dijera que viera la quemadura en su muslo. El labrador debía de advertirle al emperador que el Dios de lo creado estaba molesto por su soberbia y señalarle que él, Moctezuma, se había buscado el mal porvenir que le esperaba, haciendo referencia a la conquista. 

[…] estando un indio labrador labrando sus milpas – o sementeras, que eso quiere decir milpas- con todo el sosiego del mundo, bajó de lo alto un águila poderosísima sobre él y echándole mando con las uñas, de los cabellos le subió a lo alto, tanto que los que lo vieron ir casi le perdieron de vista. 
Y llevándole a un alto monte, le metió en una cueva muy oscura y puesto allí […] le fueron dadas unas rosas en la mano y un humazo de los que ellos usan chupar encendido, y díjole el que se lo dio: 
“Toma y descansa y mira ese miserable de Motecuhzoma cuál está, sin sentido, embriagado con su soberbia e hinchazón, que a todo el mundo no tiene en nada… Y, si quieres ver cuán fuera de sí le tiene esta su soberbia, dale con ese humazo ardiendo en el muslo, y verás cómo no siente.” […] El indio con el humazo ardiendo le tocó y el Motecuhzoma fingido no se meneó, ni sintió el fuego del humazo. 
La voz que le hablaba le dijo:- “¿Ves cómo no siente y cuán insensible está y cuán embriagado? Pues, sábete que para este efecto, fuiste aquí traído por mi mandado. Anda, ve, vuelve al lugar de donde fuiste traído y dile a Motecuhzoma lo que has visto y lo que te mandé hacer. Y, para que entienda ser verdad lo que le dices, dile que te muestre el muslo y enséñale el lugar donde le pegaste el humazo y hallará allí la señal del fuego. Y dile que tiene enojado al dios de lo criado y que él mismo se ha buscado el mal que sobre él ha de venir y que ya se le acaba su mando y soberbia; que goce bien de esto poquito que le queda y que tenga paciencia, pues él mismo se ha buscado el mal.” Y diciéndole estas palabras, mandó salir el águila que lo había traído y que lo volviese a su lugar.
Durán (1951)

## Historia
El templo de San Hipólito y San Casiano fue edificado para rememorar la toma de Tenochtitlán, el 13 de agosto de 1521, día de san Hipólito. Se construyó donde anteriormente estaba la ermita que Hernán Cortés había mandado a construir en conmemoración de los españoles caídos durante la Noche Triste. La construcción del templo comenzó en 1590 y finalizó hasta 1740. 

### Noche Triste
El templo se conoce como el lugar donde, el 1 de julio de 1520, los españoles fueron derrotados por los mexicas; evento conocido como la Noche Triste. Después de la toma de Tenochtitlán, dado este precedente, Hernán Cortés mandó a edificar una ermita, conocida como la ermita de los mártires para conmemorar a los españoles caídos. 

### Toma de Tenochtitlán

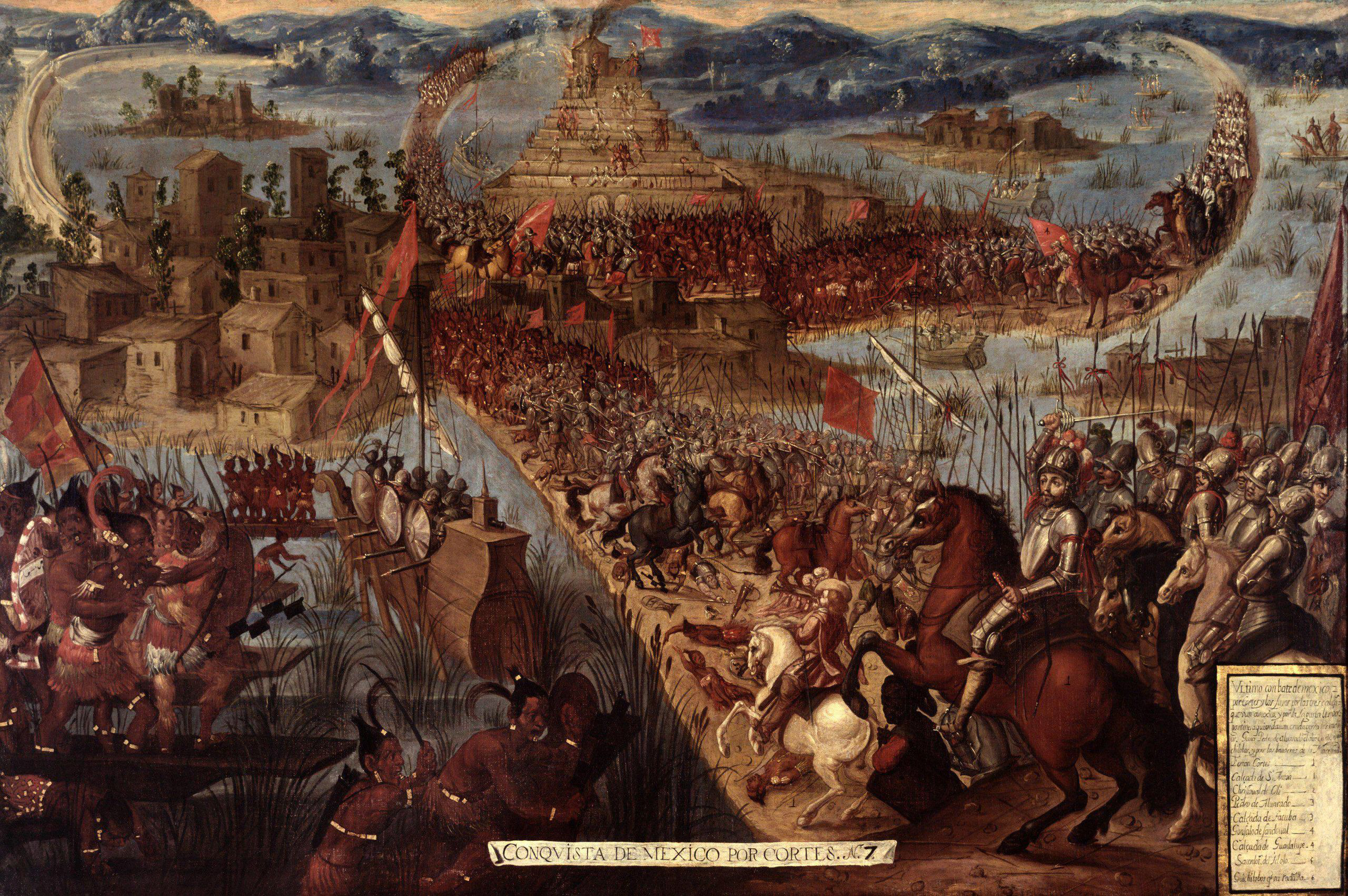
La caída de Tenochtitlán

Tras la conquista de Tenochtitlán, Cortés ordena construir una ermita, conocida como la ermita de los Mártires, sobre la calzada México-Tacuba, con el fin de depositar los restos de los españoles caídos.  Durante la mayor parte del siglo XVI el templo continuó como una remembranza de los “justos caídos” contra los mexicas.
Durante la Colonia hasta la consumación de la Independencia, el templo comenzó a cobrar gran importancia en la festividad en conmemoración a la toma de México, conocido como el Paseo del Pendón. Dado que San Hipólito se había convertido en el patrón de la Ciudad de México las festividades eran llevadas a cabo el 13 de agosto. El evento consistía de un desfile, desde el Palacio Nacional hasta la iglesia de San Hipólito, encabezado por el virrey, las autoridades eclesiásticas, civiles y militares.

### Hospital
En 1563, se funda el edificio del primer hospital del Virreinato de Nueva España que participa en el conjunto arquitectónico de San Hipólito. En 1567, el arzobispo Montúfar ordenó construir el hospital junto a la ermita de San Hipólito con el mismo título. La fundación del hospital se le atribuye a Bernardino Álvarez que, asimismo, agregó más cuartos en 1657 para alojar a los convalecientes del hospital del Amor de Dios y de la Concepción, a los enfermos mentales, ancianos, sacerdotes decrépitos y sanos pobres. El hospital era dirigido por la primera orden religiosa mexicana conocida como los Hermanos de la Caridad.
En 1770 el hospital originó su reedificación con ayuda del Tribunal del Consulado debido al mal estado en que se encontraba. La arquitectura del hospital sufrió grandes transformaciones particularmente por la apertura de la calle de Héroes ya que demolieron gran parte de su conjunto. 

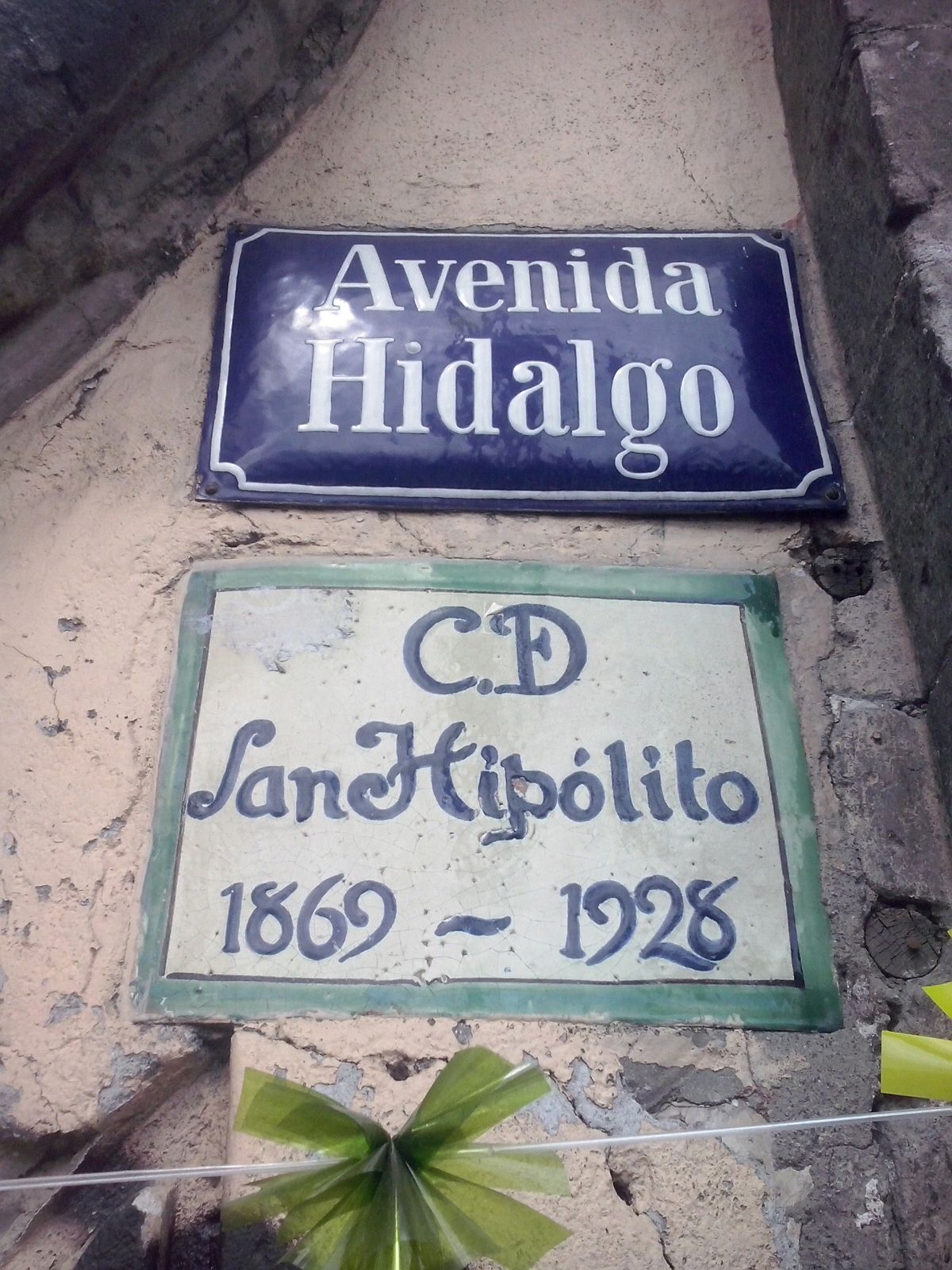
Placa del Templo de San Hipólito.

## Primer período (1892-1917)
En un inicio los padres paulinos regentaron la iglesia, el hospital y el convento hasta la exclaustración, pasando después al clero diocesano. Fue el arzobispo de México, Álarcón y Sánchez, quien propuso entregar el templo a los padres de la Congregación de misioneros del Inmaculado Corazón de María mediante un documento donde se concedía el uso formal del templo y las facultades originarias y extraordinarias concernientes al ministerio apostólico. En 1892 el Arzobispo Pelagio Labastida entrega el Templo de San Hipólito a los padres misioneros claretianos. En 1893 el interior del templo fue remodelado por el arquitecto Manuel Francisco Álvarez

## Segundo período (1917-1942)
El templo estaba considerado como curia provincial de México, Cuba, Las Antillas y las comunidades claretianas en Estados Unidos. Dado la revolución y persecuciones religiosas en el país, el templo permaneció cerrado hasta 1919. 

## Tercer período (1942 -1967)
En 1942 la comunidad claretiana celebró sus “bodas de oro” por su estancia de 50 años en San Hipólito. 
En febrero de 1955 se funda una escuela por el Padre Fierro para sordomudos pobres del país con el nombre de “Rosendo Olleta” en unos salones anexos al templo.

## Cuarto período (1967-1991)
La escuela “Rosendo Olleta” permanece la única en México organizada por la iglesia católica totalmente gratuita, sostenida por los donativos que recibe el templo. Para abril de 1986, las tareas del templo se concentraron en la modificación de la escuela y la fabricación de un proyecto comunitario. 
En 1969 por motivo de la construcción del metro Hidalgo la asistencia al templo disminuyó. Y en 1985, la estabilidad estructural sufrió gravemente debido a los sismos de ese año. 

### San Judas Tadeo

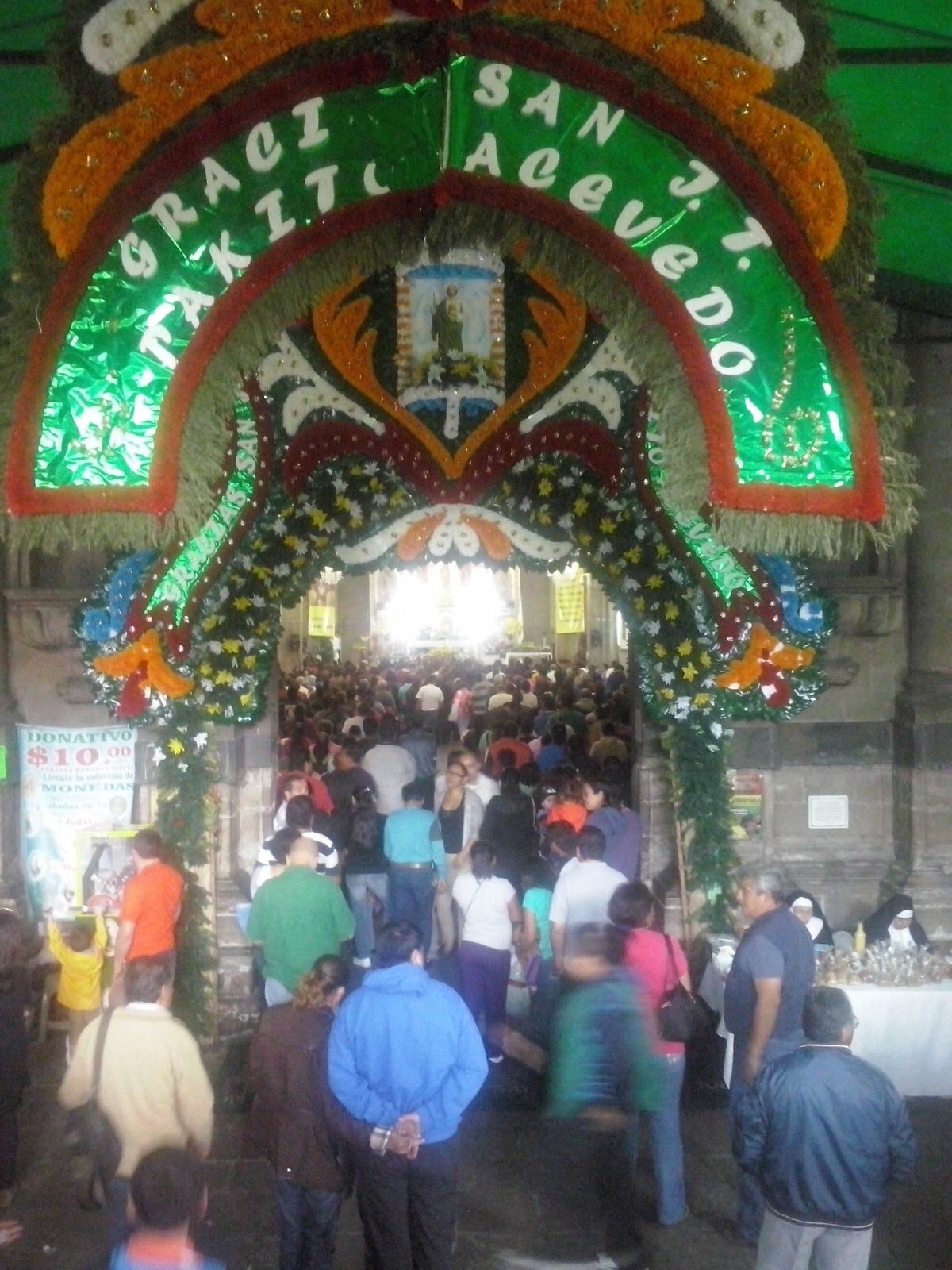
Entrada principal al Templo de San Hipólito durante un domingo en misa.

En 1982  la imagen de San Judas Tadeo fue colocada en el manifestador. Hoy en día, el Templo de San Hipólito es  conocido popularmente como el Templo de San Judas Tadeo, haciéndolo su principal sitio de culto. El 28 de octubre, día de San Judas Tadeo, los alrededores del templo permanecen cerrados debido a la cantidad de fieles que atienden a venerar al Santo Apóstol. No obstante, el 28 de cada mes también se celebran misas especiales.